# Публий Автроний Пет (консул 33 пр.н.е.)
Вижте пояснителната страница за други личности с името Публий Автроний Пет.
Публий Автроний Пет (на латински: Publius Autronius Paetus) e политик на късната Римска република.

## Биография
Произлиза от клон Пет на фамилията Автронии.
През 33 пр.н.е. е избран за суфектконсул на мястото на Октавиан (само на 1 януари) заедно с Луций Волкаций Тул. На тази служба е с колегата си до 1 май.